# Погоуза Спрингс
Погоуза Спрингс (на английски: Pagosa Springs) е град в окръг Арчулета, щата Колорадо, САЩ. Погоуза Спрингс е с население от 1591 жители (2000) и обща площ от 11,4 km². Намира се на 2172 m надморска височина. ЗИП кодът му е 81147, 81157, а телефонният му код е 970.